# École élémentaire des Hospitalières-Saint-Gervais
L’école élémentaire des Hospitalières-Saint-Gervais est située dans le 4e arrondissement de Paris. 

## Situation et accès
Cet équipement scolaire situé au nº10 de la rue des Hospitalières-Saint-Gervais, devenu parvis des 260-Enfants, regroupe une école maternelle (trois classes) et une école primaire (cinq classes), et accueille les enfants de 3 à 11 ans.
Ce site est desservi par la station de métro Saint-Paul.

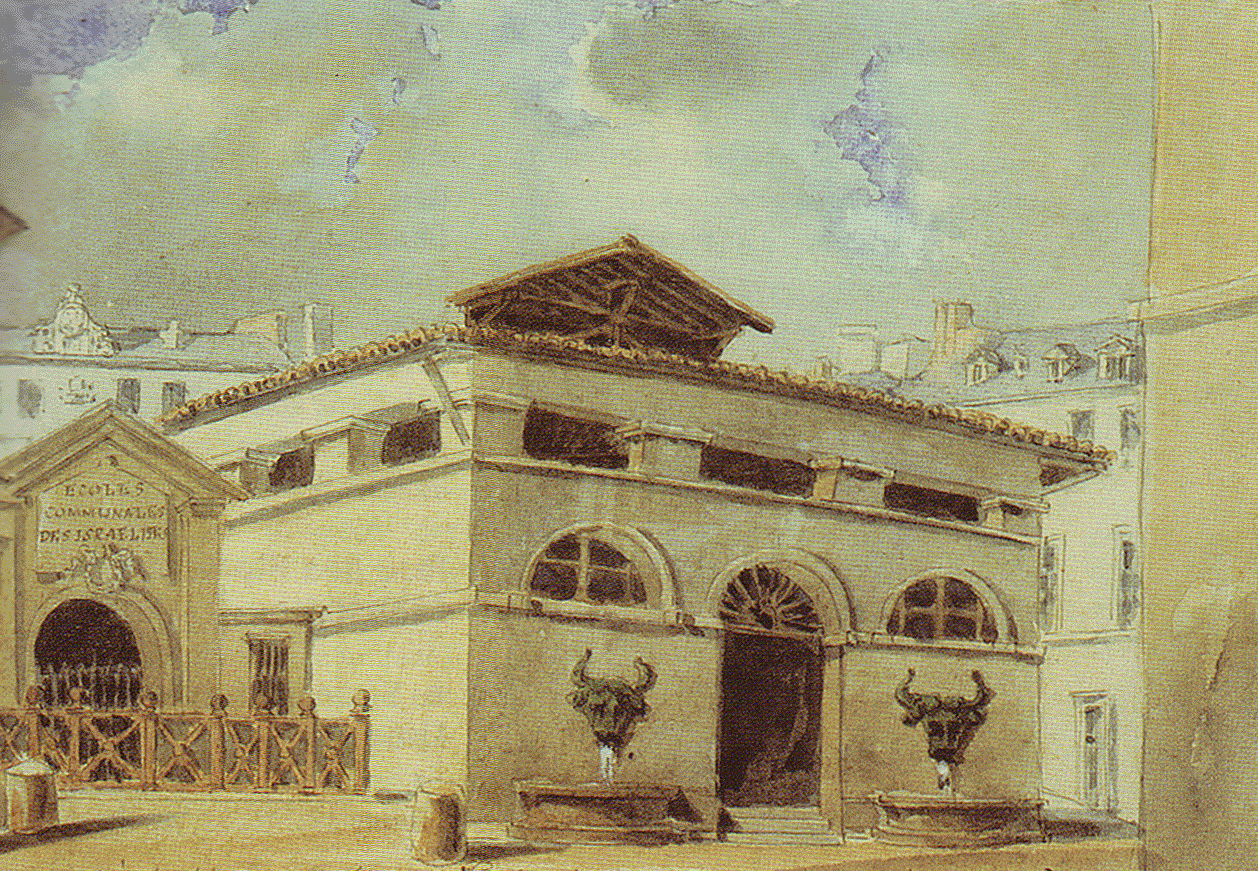
L'école et le pavillon de boucherie en 1852.

## Historique
Longeant le mur d'enceinte de Philippe Auguste (visible dans la cour de récréation du 
nº10), le groupe scolaire occupe une partie du terrain de l'ancien Marché des Blancs-Manteaux. Le préau actuel loge dans l'ancienne halle en pierres de taille (d'une superficie de 434 m2) qui servait de Pavillon de boucherie, inauguré le 5 juin 1823. Cela explique la présence sur sa façade, dans un fronton, de deux anciennes bouches de fontaine jumelles à tête de bœuf, dont les cornes et les joues sont décorées de fruits et de pendentifs (à la manière antique, prêtes pour le sacrifice). Sculptures monumentales en bronze, elles ont été réalisées en 1819 par le sculpteur Edme Gaulle, dans un style assyrien antique, influencé par les célèbres Boucheries de Saint-Germain. 

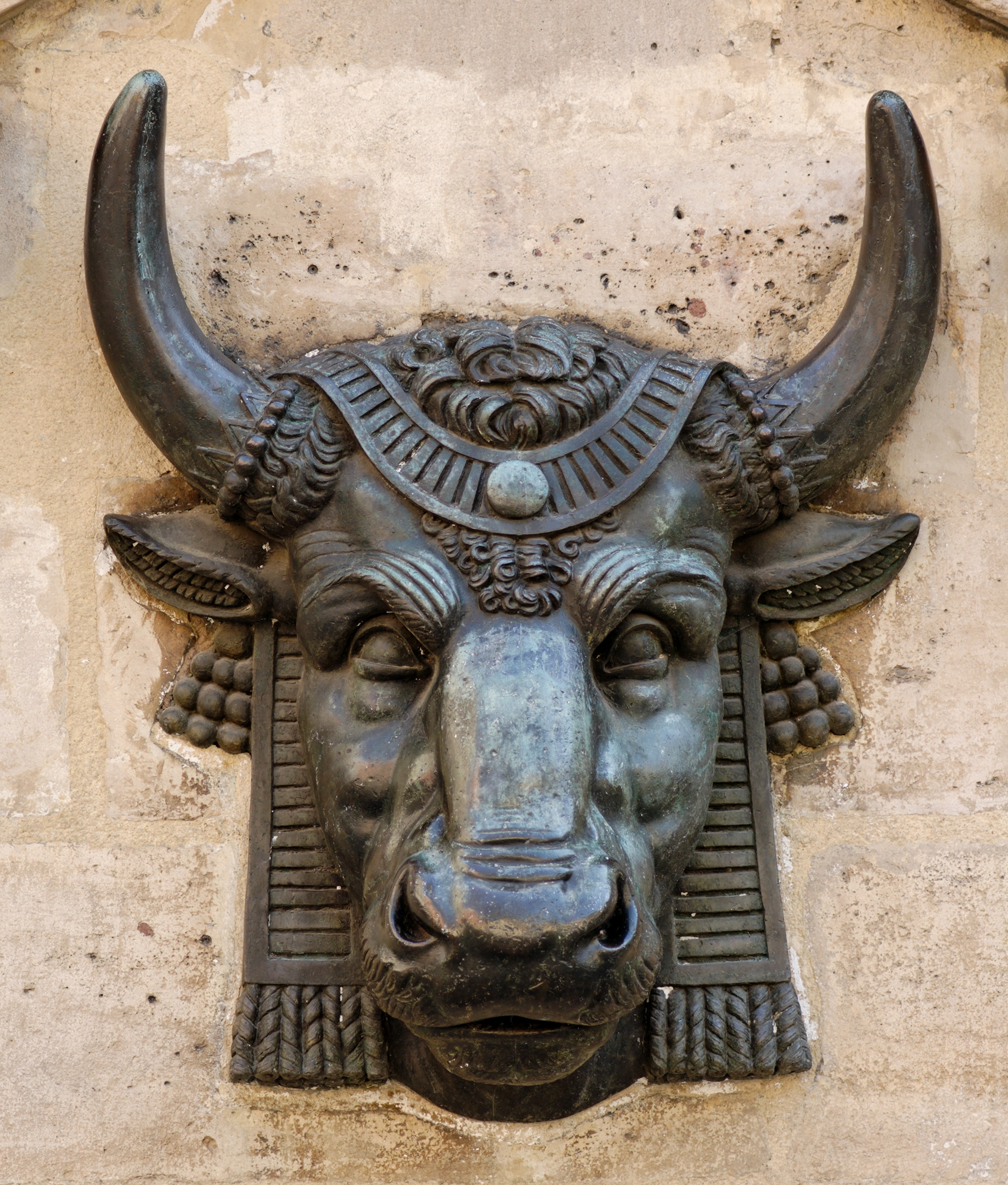
De face, l'une des deux bouches de fontaine en bronze d'Edme Gaulle.

Les deux masques de bœufs en bronze provenant de l'ancienne fontaine du marché des Blancs-Manteaux et remontés sur la façade font l’objet d’une inscription au titre des monuments historiques depuis le 27 juillet 1970.
L'école a été fondée en 1844, quand la Mairie de Paris décida d'édifier une école laïque pour accueillir les jeunes gens de la communauté juive, les garçons d'un côté (no 6), les filles de l'autre (no 10). Une inscription gravée au-dessus de la porte le mentionne encore :
« ÉCOLE PRIMAIRE COMMUNALE DE JEUNES GARÇONS ISRAÉLITES - MODE MUTUEL - FOND MUNICIP. JUIN MDCCCXLIV »
Le financement est public (municipal) mais il bénéficie d'une aide du Consistoire (20 000 Francs). L'école ouvre en 1847, accueillant 338 garçons et 370 filles dès les premières années. L'histoire a retenu le nom de la première écolière, Sophie Léopold, âgée de cinq ans, fille de cordonnier.
Contrairement aux autres écoles, elle était fermée le samedi, jour de sabbat, et ouverte le jeudi, jour de congé partout ailleurs. Il n'y avait pas d'instruction religieuse et la confession juive n'était demandée ni des enseignants ni des élèves.
Enfin, du fait de l'intérêt que lui portait la Baronne de Rothschild, l'école fut parfois surnommée « l'école de Rothschild » à la fin du XIXe siècle.
La Rafle du Vel d'Hiv  des 16 et 17 juillet 1942 menée par les policiers français, affecté au sein de la direction de la police municipale - qui était alors un des organes de la Préfecture de Police de Paris- touche durement les enfants et les enseignants de l'école. À la rentrée scolaire, le 1er octobre 1942, il n'y a que 4 élèves présents… La plupart des enfants et leurs parents furent déportés à Auschwitz et 165 élèves de l'école y périrent. Sur la façade, une plaque commémorative a été posée le 7 mai 1971 en souvenir de ce drame : « 165 enfants juifs de cette école déportés en Allemagne durant la Seconde Guerre mondiale furent exterminés dans les camps nazis. N'oubliez pas ! ».En 2018, la place située devant l'entrée de l'école a été dénommée parvis des 260-Enfants.
À cette époque également, le directeur de l'école, Joseph Migneret (1888-1949), s'est engagé activement dans la Résistance, fabriquant des faux papiers, cachant des enfants chez lui. Il est mort peu après la fin de la guerre, « de tristesse au constat de ce qui a été fait à ses élèves », dit l’un de ceux qui ont survécu. Il a été admis, notamment grâce à l'action d'un ancien déporté juif - Milo Adoner- au nombre des Justes parmi les nations par Yad Vashem ; son nom est inscrit parmi les 2 693 "Justes de France" du Monument de l'Allée des Justes. Une plaque rappelle son action : « À Joseph Migneret, instituteur et directeur de cette école de 1920 à 1944 qui, par son courage et au péril de sa vie, sauva des dizaines d'enfants juifs de la déportation. Ses anciens élèves reconnaissants ».

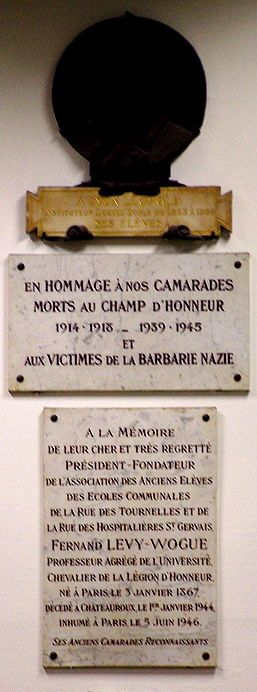
Plaques commémoratives dans le préau de l'école.

Le passé était déjà honoré auparavant, comme en témoigne la plaque apposée dans le hall de l'ancienne halle (aujourd'hui le préau) : « En hommage à nos camarades morts au champ d'honneur 1914-1918 – 1939-1945 et aux victimes de la barbarie nazie ».
Sur le mur du fond de cette même halle se trouvent deux plaques commémoratives supplémentaires, l'une surmontée d'un médaillon à la gloire de Lyon Léopold (« À Lyon Léopold, instituteur à cette école de 1853 à 1900. Ses élèves »), l'autre à celle de Fernand Lévy-Wogue (« À la mémoire de leur cher et très regretté président-fondateur de l'Association des anciens élèves des écoles communales de la rue des Tournelles et de la rue des Hospitalières-Saint-Gervais, Fernand Lévy-Wogue, professeur agrégé de philosophie, chevalier de la Légion d'honneur. Né à Paris le 5 janvier 1867, décédé à Châteauroux le 1er janvier 1944, inhumé à Paris le 5 juin 1946. Ses anciens camarades reconnaissants »).

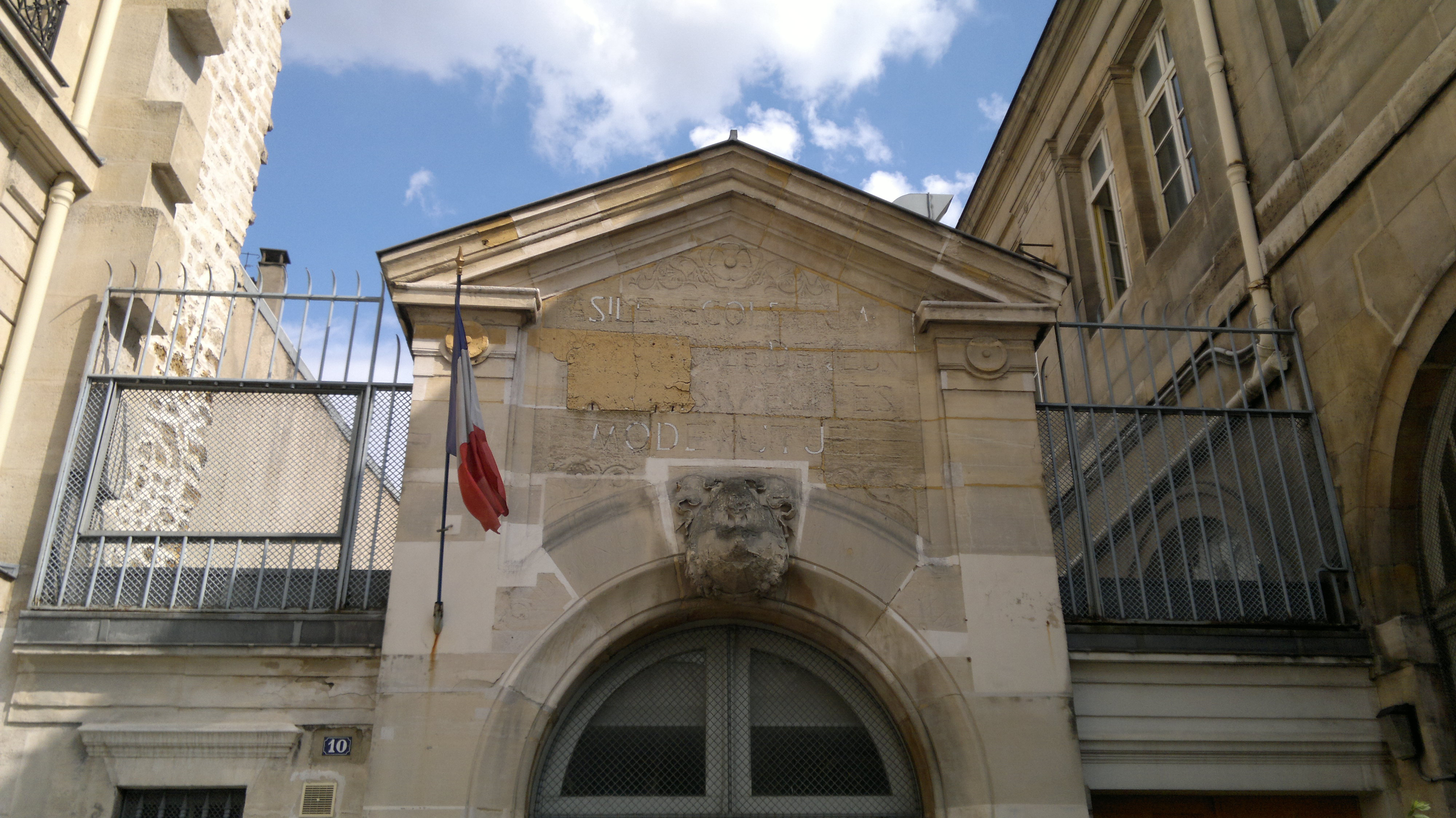
École de filles au n° 10 avec au fronton : « ASILE ÉCOLE PRIMAIRE - COMMUNALE DE JEUNES FILLES ISRAÉLITES - MODE MUTUEL ».
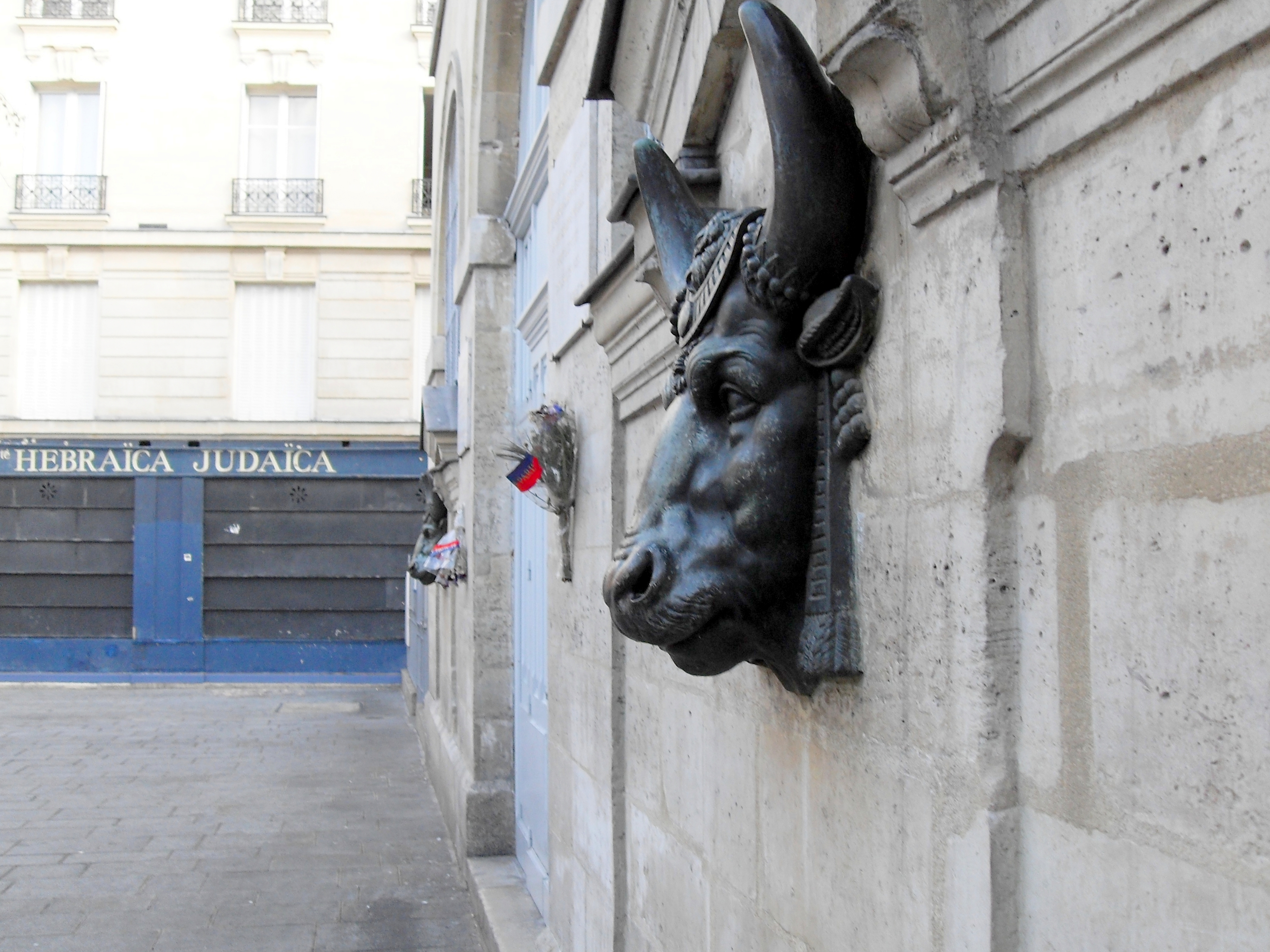
Ancienne bouche de fontaine en forme de tête, ornant la façade de l'école.

## Anciens élèves
- Milo Adoner
- Henry Bulawko
- Adolphe Kornman
- Adolphe Steg
- Solly Klapisch, père de Robert Klapisch
- La mère de Robert Badinter (voir le documentaire Comme un juif en France - Dans la joie ou la douleur, 2007)